# 国家社会主义体育联盟
國家社會主義體育聯盟（德語：Nationalsozialistischer Reichsbund für Leibesübungen，縮寫為NSRL）是納粹德國體育運動的雨傘組織。在1938年之前，国家社会主义体育联盟一直被稱為德意志國家體育聯盟（德語：Deutscher Reichsbund für Leibesübungen，縮寫為 DRL）。該組織在奧地利被納粹德國吞併後擴大到該地區。
NSRL 由帝國體育領袖（Reichssportführer）領導，該職位的擔任者1934年之後同時擔任德國國家奧林匹克委員會的主席。 